# Saison 2010-2011 des Canadiens de Montréal
Autres saisons
Saison précédente Saison suivante
La saison 2010-2011 des Canadiens de Montréal est la 101e saison de la franchise de hockey sur glace et leur 93e saison au sein de la Ligue nationale de hockey.

## Inter-saison 2010
Les Canadiens procèdent a un premier changement au sein de la formation en concluant une transaction avec les Blues de Saint-Louis pour Lars Eller et Ian Schultz contre le gardien qui a tenu le fort de l'équipe lors des Séries éliminatoires de la Coupe Stanley 2010, Jaroslav Halak. Lors du repêchage d'entrée dans la LNH 2010, le club sélectionne Jarred Tinordi au 22e rang grâce à une transaction conclue quelques minutes auparavant avec les Coyotes de Phoenix où ils s'échangent leur choix de première ronde. À la recherche d'un gardien pour seconder Carey Price, Pierre Gauthier échange Siarheï Kastsitsyne au Predators de Nashville contre le gardien sans contrat Dan Ellis et l'attaquant Dustin Boyd, finalement Ellis ne signera pas avec Montréal et quittera pour le Lightning de Tampa Bay le 1er juillet. Le gardien Alex Auld rejoint l'équipe lors de la première journée d'ouverture du marché des joueurs autonomes, et plus tard, c'est le vétéran Jeff Halpern qui signe un contrat d'une saison avec le Tricolore.

## Saison régulière
Le 30 octobre 2010 le défenseur vedette du Canadiens Andrei Markov revient au jeu contre les Panthers après une absence prolongée dû à une blessure au genou reçu lors de la dernière série face aux Penguins. Mais le 13 novembre contre les Hurricanes de la Caroline, Markov se blesse de nouveau au genou et sa saison se termine après seulement sept parties. Le 8 mars 2011, Max Pacioretty est mis en échec sévèrement par Zdeno Chara des Bruins de Boston qui le frappa sur la paroi qui sépare les 2 bancs des joueurs. Pacioretty fut victime d'une sévère commotion cérébrale et d'une fracture de la 4e vertèbre. Sa saison en fut terminée. Ironiquement, il a reçu le feu vert pour son retour au jeu le lendemain de l'élimination du Canadien contre Boston.

### Calendrier et résultats

#### Matchs préparatoires
| No | Date         | Visiteur               | Score | Domicile              | Bilan | Aréna                  | Chaîne de télévision                            |
| -- | ------------ | ---------------------- | ----- | --------------------- | ----- | ---------------------- | ----------------------------------------------- |
| 1  | 22 septembre | Bruins de Boston       | 4-2   | Canadiens de Montréal | 0-1-0 | Centre Bell            | RDS (HD), NESN (HD)                             |
| 2  | 24 septembre | Sénateurs d'Ottawa     | 2-4   | Canadiens de Montréal | 1-1-0 | Centre Bell            | RIS                                             |
| 3  | 25 septembre | Canadiens de Montréal  | 2-6   | Sénateurs d'Ottawa    | 1-2-0 | Place Banque Scotia    | RIS, Sports Net Est                             |
| 4  | 26 septembre | Wild du Minnesota      | 3-4   | Canadiens de Montréal | 2-2-0 | Centre Bell            | RIS                                             |
| 5  | 27 septembre | Panthers de la Floride | 2-6   | Canadiens de Montréal | 3-2-0 | Centre Bell            | RDS (HD)                                        |
| 6  | 30 septembre | Sabres de Buffalo      | 3-5   | Canadiens de Montréal | 3-3-0 | Centre Bell            | NHL Network États-Unis (HD), RDS (HD), TSN (HD) |
| 7  | 2 octobre    | Canadiens de Montréal  | 7-2   | Islanders de New York | 4-3-0 | Colisée Pepsi (Québec) | RDS (HD)                                        |

## Série éliminatoire

### Quart de finale
La série entre Boston et Montréal, respectivement troisièmes et sixièmes de la Conférence de l'Est, est une série classique de la LNH ; ces deux équipes faisant partie de la LNH depuis ses premières saisons. Après deux victoires de Montréal sur la glace de Boston, les Bruins prennent leur revanche lors en remportant les trois rencontres suivantes dont deux à Montréal. Les Canadiens arrachent un septième match en remportant la sixième rencontre chez eux mais finalement ce sont les Bruins qui remportent la série en sept rencontres avec une victoire en prolongation par un but de Nathan Horton.

### Calendrier et résultats
| 14 avril 2011 | Boston | 0-2 (0-1, 0-0, 0-1) | Montréal | TD Garden 17 565 spectateurs |

| Feuille de match | Feuille de match | Feuille de match | Feuille de match                                                     | Feuille de match                                              |
| ---------------- | ---------------- | ---------------- | -------------------------------------------------------------------- | ------------------------------------------------------------- |
|                  | -                | 0-1 0-2          | 2 min 44 s — B. Gionta (S. Gomez) 57 min 18 s — B. Gionta (S. Gomez) | Arbitrage : Dan O'Rourke, Brad Meier Jean Morin, Derek Nansen |
| T. Thomas        | Gardiens         | C. Price         |                                                                      | Arbitrage : Dan O'Rourke, Brad Meier Jean Morin, Derek Nansen |
| 8 min            | Pénalités        | 6 min            |                                                                      | Arbitrage : Dan O'Rourke, Brad Meier Jean Morin, Derek Nansen |
| 31               | Tirs             | 20               |                                                                      | Arbitrage : Dan O'Rourke, Brad Meier Jean Morin, Derek Nansen |

| 16 avril 2011 | Boston | 1-3 (0-2, 1-1, 0-0) | Montréal | TD Garden 17 565 spectateurs |

| Feuille de match | Feuille de match                                      | Feuille de match | Feuille de match | Feuille de match                                                      |
| ---------------- | ----------------------------------------------------- | ---------------- | --- | --------------------------------------------------------------------- |
|                  | - P. Bergeron (B. Marchand, M. Recchi) — 7 min 38 s - | 0-1 0-2 1-2 1-3  | 0 min 43 s — M. Cammalleri (J. Wisniewski) 2 min 20 s — M. Darche (M. Cammalleri) - 37 min 21 s — Y. Weber (L. Eller, R. Hamrlík) | Arbitrage : Paul Devorski, Steve Kozari Scott Driscoll, Brad Kovachik |
| T. Thomas        | Gardiens                                              | C. Price         | | Arbitrage : Paul Devorski, Steve Kozari Scott Driscoll, Brad Kovachik |
| 11 min           | Pénalités                                             | 13 min           | | Arbitrage : Paul Devorski, Steve Kozari Scott Driscoll, Brad Kovachik |
| 35               | Tirs                                                  | 26               | | Arbitrage : Paul Devorski, Steve Kozari Scott Driscoll, Brad Kovachik |

| 18 avril 2011 | Montréal | 2-4 (0-2, 1-1, 1-1) | Boston | Centre Bell 21 273 spectateurs |

| Feuille de match | Feuille de match                                                                                                | Feuille de match        | Feuille de match | Feuille de match                                                         |
| ---------------- | --- | ----------------------- | --- | ------------------------------------------------------------------------ |
|                  | - A. Kastsitsyne (M. Cammalleri - R. Hamrlík) 27 min 3 s T. Plekanec (M. Cammalleri - P.K. Subban) — 44 min 8 s | 0-1 0-2 0-3 1-3 2-3 2-4 | 3 min 11 s — D. Krejčí (P. Bergeron - D. Seidenberg) 14 min 38 s — N. Horton (Z. Chára - A. McQuaid) 22 min 2 s — R. Peverley (M. Recchi) - 59 min 34 s — C. Kelly (M. Recchi - P. Bergeron) (cage vide) | Arbitrage : Dan O'Halloran, Brian Pochmara Scott Driscoll, Brad Kovachik |
| C. Price         | Gardiens | T. Thomas               | | Arbitrage : Dan O'Halloran, Brian Pochmara Scott Driscoll, Brad Kovachik |
| 13 min           | Pénalités | 15 min                  | | Arbitrage : Dan O'Halloran, Brian Pochmara Scott Driscoll, Brad Kovachik |
| 36               | Tirs | 25                      | | Arbitrage : Dan O'Halloran, Brian Pochmara Scott Driscoll, Brad Kovachik |

| 21 avril 2011 | Montréal | 4-5 (pr) (1-0, 2-3, 1-1, 0-1) | Boston | Centre Bell 21 273 spectateurs |

| Feuille de match | Feuille de match | Feuille de match                    | Feuille de match | Feuille de match                                                   |
| ---------------- | --- | ----------------------------------- | --- | ------------------------------------------------------------------ |
|                  | B. Sopel (M. Cammalleri - D. Desharnais) — 8 min 13 s - M. Cammalleri (B. Gionta - S. Gomez) — 26 min 52 s A. Kastsitsyne (T. Plekanec - T. Moen) — 27 min 47 s - P.K. Subban (J. Wisniewski - M. Cammalleri) — (SN)41 min 39 s - | 1-0 1-1 2-1 3-1 3-2 3-3 4-3 4-4 4-5 | - 22 min 13 s — M. Ryder (T. Kaberle - C. Kelly) - 29 min 59 s — A. Ference (B. Marchand - P. Bergeron) 37 min 4 s — P. Bergeron (B. Marchand - D. Seidenberg) - 53 min 42 s — C. Kelly (R. Peverley - M. Ryder) 61 min 59 s — M. Ryder (C. Kelly - R. Peverley) | Arbitrage : Stephen Walkom, Ian Walsh Steve Barton, Pierre Racicot |
| C. Price         | Gardiens | T. Thomas                           | | Arbitrage : Stephen Walkom, Ian Walsh Steve Barton, Pierre Racicot |
| 2 min            | Pénalités | 4 min                               | | Arbitrage : Stephen Walkom, Ian Walsh Steve Barton, Pierre Racicot |
| 38               | Tirs | 35                                  | | Arbitrage : Stephen Walkom, Ian Walsh Steve Barton, Pierre Racicot |

| 23 avril 2011 | Boston | 2-1 (2 pr) (0-0, 0-0, 1-1, 0-0, 1-0) | Montréal | TD Garden 17 565 spectateurs |

| Feuille de match | Feuille de match                                                                                      | Feuille de match | Feuille de match                                    | Feuille de match                                                    |
| ---------------- | --- | ---------------- | --------------------------------------------------- | ------------------------------------------------------------------- |
|                  | B. Marchand (P. Bergeron - T. Kaberle) — 44 min 33 s - N. Horton (M. Lucic - A. Ference) — 89 min 3 s | 1-0 1-1 2-1      | - 53 min 56 s — J. Halpern (L. Eller - M. Darche) - | Arbitrage : Brad Watson, Greg Kimmerly Scott Cherrey, Greg Devorski |
| T. Thomas        | Gardiens                                                                                              | C. Price         |                                                     | Arbitrage : Brad Watson, Greg Kimmerly Scott Cherrey, Greg Devorski |
| 6 min            | Pénalités                                                                                             | 8 min            |                                                     | Arbitrage : Brad Watson, Greg Kimmerly Scott Cherrey, Greg Devorski |
| 51               | Tirs                                                                                                  | 45               |                                                     | Arbitrage : Brad Watson, Greg Kimmerly Scott Cherrey, Greg Devorski |

| 26 avril 2011 | Montréal | 2-1 (1-0, 1-1, 0-0) | Boston | Centre Bell 21 273 spectateurs |

| Feuille de match | Feuille de match | Feuille de match | Feuille de match                                       | Feuille de match                                                  |
| ---------------- | --- | ---------------- | ------------------------------------------------------ | ----------------------------------------------------------------- |
|                  | M. Cammalleri (P.K. Subban - T. Plekanec) (SN) — 10 min 7 s - B. Gionta (S. Gomez - M. Cammalleri) (SN) — 25 min 48 s | 1-0 1-1 2-1      | - 20 min 48 s D. Seidenberg (C. Kelly - R. Peverley) - | Arbitrage : Kevin Pollock, Chris Lee David Brisebois, Derek Amell |
| C. Price         | Gardiens | T. Thomas        |                                                        | Arbitrage : Kevin Pollock, Chris Lee David Brisebois, Derek Amell |
| 8 min            | Pénalités | 27 min           |                                                        | Arbitrage : Kevin Pollock, Chris Lee David Brisebois, Derek Amell |
| 27               | Tirs | 32               |                                                        | Arbitrage : Kevin Pollock, Chris Lee David Brisebois, Derek Amell |

| 28 avril 2011 | Boston | 4-3 (pr) (2-1, 0-1, 1-1, 1-0) | Montréal | TD Garden 17 565 spectateurs |

| Feuille de match | Feuille de match | Feuille de match            | Feuille de match | Feuille de match                                                  |
| ---------------- | --- | --------------------------- | --- | ----------------------------------------------------------------- |
|                  | J. Boychuk (B. Marchand - P. Bergeron) — 3 min 31 s M. Recchi (A. Ference) — 5 min 33 s - 49 min 44 s — C. Kelly (A. Ference - R. Peverley) - 65 min 43 s — N. Horton (M. Lucic - A. McQuaid) | 1-0 2-0 2-1 2-2 3-2 3-3 4-3 | - 9 min 49 s — Y. Weber (R. Hamrlík - M. Cammalleri) (SN) 25 min 50 s — T. Plekanec (IN) - 58 min 3 s — P.K. Subban (T. Plekanec - B. Gionta) (SN) - | Arbitrage : Tim Peel, Kelly Sutherland Pierre Racicot, Jean Morin |
| C. Price         | Gardiens | T. Thomas                   | | Arbitrage : Tim Peel, Kelly Sutherland Pierre Racicot, Jean Morin |
|                  | |                             | | Arbitrage : Tim Peel, Kelly Sutherland Pierre Racicot, Jean Morin |
|                  | |                             | | Arbitrage : Tim Peel, Kelly Sutherland Pierre Racicot, Jean Morin |

## Mouvements d'effectif

### Transactions
| Date             | Détails | Détails |
| ---------------- | --- | --- |
| 17 juin 2010     | Aux Blues de Saint-Louis Jaroslav Halák | Aux Canadiens de Montréal Lars Eller Ian Schultz |
| 25 juin 2010     | Aux Coyotes de Phoenix Choix de première ronde (27e au total, Mark Visentin) en 2010 Choix de deuxième ronde (57e au total, Oscar Lindberg) en 2010 | Aux Canadiens de Montréal Choix de première ronde (22e au total, Jarred Tinordi) en 2010 Choix de quatrième ronde (113e au total, Mark MacMillan) en 2010 |
| 29 juin 2010     | Aux Predators de Nashville Siarheï Kastsitsyne Considérations futures                                                                               | Aux Canadiens de Montréal Dan Ellis Dustin Boyd Considérations futures                                                                                    |
| 16 août 2010     | Au Lightning de Tampa Bay Cédrick Desjardins | Aux Canadiens de Montréal Karri Rämö |
| 11 novembre 2010 | À l'Avalanche du Colorado Ryan O'Byrne | Aux Canadiens de Montréal Michaël Bournival |

### Signatures d'agent libre
| Joueur           | Date             | Contrat | Salaire     | Ancienne franchise        |
| Kyle Klubertanz  | 27 mai 2010      | 1 an    | 500 000 $   | Djurgården Hockey         |
| Alex Auld        | 1er juillet 2010 | 1 an    | 1 000 000 $ | Rangers de New York       |
| Alexandre Picard | 31 juillet 2010  | 1 an    | 600 000 $   | Hurricanes de la Caroline |
| Jeff Halpern     | 7 septembre 2010 | 1 an    | 600 000 $   | Kings de Los Angeles      |
| Alain Berger     | 8 avril 2011     | 3 ans   | 1,998,000 $ | Generals d'Oshawa         |

### Départs d'agent libre
| Joueur              | Date              | Contrat | Salaire     | Franchise suivante     |
| Dan Ellis           | 1er juillet 2010  | 2 ans   | 3 000 000 $ | Lightning de Tampa Bay |
| Shawn Belle         | 13 juillet 2010   | 1 an    | 650 000 $   | Oilers d'Edmonton      |
| Greg Stewart        | 16 juillet 2010   | 1 an    | 550 000 $   | Oilers d'Edmonton      |
| Brock Trotter       | 28 juillet 2010   | 1 an    | 250 000 $   | Dinamo Riga            |
| Dominic Moore       | 30 juillet 2010   | 2 ans   | 2 200 000 $ | Lightning de Tampa Bay |
| Glen Metropolit     | 2 août 2010       | 2 ans   | -           | EV Zoug                |
| André Benoit        | 6 août 2010       | 1 an    | -           | Sénateurs d'Ottawa     |
| Paul Mara           | 16 septembre 2010 | 1 an    | 750 000 $   | Ducks d’Anaheim        |
| Marc-André Bergeron | 1er juillet 2010  | 1 an    | 1,000,000 $ | Lightning de Tampa Bay |

### Prolongations de contrat
| Joueur            | Date             | Contrat | Salaire      |
| Mathieu Darche    | 22 juin 2010     | 1 an    | 575 000 $    |
| Tomáš Plekanec    | 22 juin 2010     | 6 ans   | 30 000 000 $ |
| Tom Pyatt         | 28 juin 2010     | 1 an    | 500 000 $    |
| Benoît Pouliot    | 28 juin 2010     | 1 an    | 1 375 000 $  |
| Curtis Sanford    | 1er juillet 2010 | 1 an    | 500 000 $    |
| Frédéric St-Denis | 1er juillet 2010 | 1 an    | 660 000 $    |
| Dustin Boyd       | 1er juillet 2010 | 1 an    | 650 000 $    |
| Mathieu Carle     | 13 juillet 2010  | 1 an    | 650 000 $    |
| James Wyman       | 13 juillet 2010  | 1 an    | 550 000 $    |
| David Desharnais  | 15 juillet 2010  | 1 an    | 575 000 $    |
| Aleksandr Avtsine | 15 juillet 2010  | 3 ans   | 1 820 000 $  |
| Ryan Russell      | 20 juillet 2010  | 1 an    | 550 000 $    |
| Alex Henry        | 30 juillet 2010  | 2 ans   | 1 025 000 $  |
| Louis Leblanc     | 30 juillet 2010  | 3 ans   | 2 700 000 $  |
| Carey Price       | 2 septembre 2010 | 2 ans   | 5 500 000 $  |
| Joe Stejskal      |                  | 2 ans   | 1,160,000 $  |

### Choix au repêchage
| Ronde | Rang | Joueurs           | Position      | Nationalité | Équipe junior                          |
| 1     | 22   | Jarred Tinordi    | Défenseur     | États-Unis  | États-Unis (USHL)                      |
| 4     | 113  | Mark MacMillan    | Attaquant     | Canada      | Bulldogs d'Alberni Valley (LHCB)       |
| 4     | 117  | Morgan Ellis      | Défenseur     | Canada      | Screaming Eagles du Cap-Breton (LHJMQ) |
| 5     | 147  | Brendan Gallagher | Ailier droit  | Canada      | Giants de Vancouver (LHOu)             |
| 7     | 207  | John Westin       | Ailier gauche | Suède       | Modo Hockey jr. (Suède junior)         |

## Postes de diffusion
| Pays                           | Postes anglais                                             | Postes français |
| Canada                         | CBC, TSN, NHL Network (Canada)                             | RDS, RIS        |
| États-Unis                     | Versus, ESPN, NBC, CBS, FOX, HDNet, NHL Network États-Unis |                 |
| Europe                         | Union NASN, NHL Network                                    |                 |
| Russie                         | NTV                                                        |                 |
| Japon, Corée du Sud, Thaïlande | ASN                                                        |                 |

## Statistiques

### Joueurs
| \| Joueur \| PJ \| B \| A \| Pts \| +/- \| Pun \| \| PJ \| B \| A \| Pts \| +/- \| Pun \| \| ------------------- \| -- \| -- \| -- \| --- \| --- \| --- \| \| -- \| - \| - \| --- \| --- \| --- \| \| Tomas Plekanec \| 77 \| 22 \| 35 \| 57 \| 8 \| 60 \| \| 7 \| 2 \| 3 \| 5 \| -1 \| 2 \| \| Michael Cammalleri \| 67 \| 19 \| 28 \| 47 \| 2 \| 33 \| \| 7 \| 3 \| 7 \| 10 \| -5 \| 0 \| \| Brian Gionta \| 82 \| 29 \| 17 \| 46 \| 3 \| 24 \| \| 7 \| 3 \| 2 \| 5 \| -6 \| 0 \| \| Andreï Kastsitsyne \| 81 \| 20 \| 25 \| 45 \| 3 \| 36 \| \| 6 \| 2 \| 0 \| 2 \| 0 \| 6 \| \| Pernell-Karl Subban \| 77 \| 14 \| 24 \| 38 \| -8 \| 124 \| \| 7 \| 2 \| 2 \| 4 \| -2 \| 2 \| \| Scott Gomez \| 80 \| 7 \| 31 \| 38 \| -15 \| 48 \| \| 7 \| 0 \| 4 \| 4 \| -6 \| 2 \| \| Roman Hamrlík \| 79 \| 5 \| 29 \| 34 \| 6 \| 81 \| \| 7 \| 0 \| 3 \| 3 \| -1 \| 6 \| \| Benoît Pouliot \| 79 \| 13 \| 17 \| 30 \| 2 \| 87 \| \| 3 \| 0 \| 0 \| 0 \| 0 \| 7 \| \| James Wisniewski† \| 43 \| 7 \| 23 \| 30 \| 4 \| 20 \| \| 6 \| 0 \| 2 \| 2 \| -3 \| 7 \| \| Mathieu Darche \| 59 \| 12 \| 14 \| 26 \| 7 \| 10 \| \| 7 \| 1 \| 1 \| 2 \| -1 \| 0 \| \| Jeff Halpern \| 72 \| 11 \| 15 \| 26 \| 6 \| 29 \| \| 4 \| 1 \| 0 \| 1 \| -1 \| 0 \| \| Max Pacioretty \| 37 \| 14 \| 10 \| 24 \| -1 \| 39 \| \| \| \| \| \| \| \| \| David Desharnais \| 43 \| 8 \| 14 \| 22 \| -3 \| 12 \| \| 5 \| 0 \| 1 \| 1 \| 0 \| 2 \| \| Lars Eller \| 77 \| 7 \| 10 \| 17 \| -4 \| 48 \| \| 7 \| 0 \| 2 \| 2 \| 1 \| 4 \| \| Travis Moen \| 79 \| 6 \| 10 \| 16 \| -4 \| 96 \| \| 7 \| 0 \| 1 \| 1 \| -1 \| 2 \| \| Jaroslav Špaček \| 59 \| 1 \| 15 \| 16 \| 9 \| 45 \| \| 7 \| 0 \| 0 \| 0 \| -3 \| 4 \| \| Yannick Weber \| 41 \| 1 \| 10 \| 11 \| 0 \| 14 \| \| 3 \| 2 \| 0 \| 2 \| 1 \| 0 \| \| Hal Gill \| 75 \| 2 \| 7 \| 9 \| -9 \| 43 \| \| 7 \| 0 \| 0 \| 0 \| -1 \| 2 \| \| Maxim Lapierre‡ \| 38 \| 5 \| 3 \| 8 \| -7 \| 63 \| \| \| \| \| \| \| \| \| Alexandre Picard \| 43 \| 3 \| 5 \| 8 \| 0 \| 17 \| \| \| \| \| \| \| \| \| Tom Pyatt \| 61 \| 2 \| 5 \| 7 \| -1 \| 9 \| \| 7 \| 0 \| 0 \| 0 \| 0 \| 0 \| \| Josh Gorges \| 36 \| 1 \| 6 \| 7 \| -3 \| 18 \| \| \| \| \| \| \| \| \| Ryan White \| 27 \| 2 \| 3 \| 5 \| 5 \| 38 \| \| 7 \| 0 \| 0 \| 0 \| 0 \| 2 \| \| Paul Mara† \| 20 \| 0 \| 4 \| 4 \| 2 \| 48 \| \| 1 \| 0 \| 0 \| 0 \| 0 \| 0 \| \| Andreï Markov \| 7 \| 1 \| 2 \| 3 \| 2 \| 4 \| \| \| \| \| \| \| \| \| Dustin Boyd \| 10 \| 1 \| 0 \| 1 \| -6 \| 2 \| \| \| \| \| \| \| \| \| Brendon Nash \| 23 \| 2 \| 0 \| 2 \| -1 \| 0 \| \| \| \| \| \| \| \| \| Ryan O'Byrne‡ \| 3 \| 0 \| 0 \| 0 \| 0 \| 4 \| \| \| \| \| \| \| \| \| Aaron Palushaj \| 3 \| 0 \| 0 \| 0 \| 1 \| 4 \| \| \| \| \| \| \| \| \| Andreas Engqvist \| 3 \| 0 \| 0 \| 0 \| 0 \| 0 \| \| \| \| \| \| \| \| \| Nigel Dawes† \| 4 \| 0 \| 0 \| 0 \| 0 \| 0 \| \| \| \| \| \| \| \| \| Brent Sopel† \| 12 \| 0 \| 0 \| 0 \| -1 \| 0 \| \| 7 \| 1 \| 0 \| 1 \| -2 \| 2 \| |    |    |    |     |     |     |  |    |   |   |     |     |     |
| Joueur | PJ | B  | A  | Pts | +/- | Pun |  | PJ | B | A | Pts | +/- | Pun |
| Tomas Plekanec | 77 | 22 | 35 | 57  | 8   | 60  |  | 7  | 2 | 3 | 5   | -1  | 2   |
| Michael Cammalleri | 67 | 19 | 28 | 47  | 2   | 33  |  | 7  | 3 | 7 | 10  | -5  | 0   |
| Brian Gionta | 82 | 29 | 17 | 46  | 3   | 24  |  | 7  | 3 | 2 | 5   | -6  | 0   |
| Andreï Kastsitsyne | 81 | 20 | 25 | 45  | 3   | 36  |  | 6  | 2 | 0 | 2   | 0   | 6   |
| Pernell-Karl Subban | 77 | 14 | 24 | 38  | -8  | 124 |  | 7  | 2 | 2 | 4   | -2  | 2   |
| Scott Gomez | 80 | 7  | 31 | 38  | -15 | 48  |  | 7  | 0 | 4 | 4   | -6  | 2   |
| Roman Hamrlík | 79 | 5  | 29 | 34  | 6   | 81  |  | 7  | 0 | 3 | 3   | -1  | 6   |
| Benoît Pouliot | 79 | 13 | 17 | 30  | 2   | 87  |  | 3  | 0 | 0 | 0   | 0   | 7   |
| James Wisniewski† | 43 | 7  | 23 | 30  | 4   | 20  |  | 6  | 0 | 2 | 2   | -3  | 7   |
| Mathieu Darche | 59 | 12 | 14 | 26  | 7   | 10  |  | 7  | 1 | 1 | 2   | -1  | 0   |
| Jeff Halpern | 72 | 11 | 15 | 26  | 6   | 29  |  | 4  | 1 | 0 | 1   | -1  | 0   |
| Max Pacioretty | 37 | 14 | 10 | 24  | -1  | 39  |  |    |   |   |     |     |     |
| David Desharnais | 43 | 8  | 14 | 22  | -3  | 12  |  | 5  | 0 | 1 | 1   | 0   | 2   |
| Lars Eller | 77 | 7  | 10 | 17  | -4  | 48  |  | 7  | 0 | 2 | 2   | 1   | 4   |
| Travis Moen | 79 | 6  | 10 | 16  | -4  | 96  |  | 7  | 0 | 1 | 1   | -1  | 2   |
| Jaroslav Špaček | 59 | 1  | 15 | 16  | 9   | 45  |  | 7  | 0 | 0 | 0   | -3  | 4   |
| Yannick Weber | 41 | 1  | 10 | 11  | 0   | 14  |  | 3  | 2 | 0 | 2   | 1   | 0   |
| Hal Gill | 75 | 2  | 7  | 9   | -9  | 43  |  | 7  | 0 | 0 | 0   | -1  | 2   |
| Maxim Lapierre‡ | 38 | 5  | 3  | 8   | -7  | 63  |  |    |   |   |     |     |     |
| Alexandre Picard | 43 | 3  | 5  | 8   | 0   | 17  |  |    |   |   |     |     |     |
| Tom Pyatt | 61 | 2  | 5  | 7   | -1  | 9   |  | 7  | 0 | 0 | 0   | 0   | 0   |
| Josh Gorges | 36 | 1  | 6  | 7   | -3  | 18  |  |    |   |   |     |     |     |
| Ryan White | 27 | 2  | 3  | 5   | 5   | 38  |  | 7  | 0 | 0 | 0   | 0   | 2   |
| Paul Mara† | 20 | 0  | 4  | 4   | 2   | 48  |  | 1  | 0 | 0 | 0   | 0   | 0   |
| Andreï Markov | 7  | 1  | 2  | 3   | 2   | 4   |  |    |   |   |     |     |     |
| Dustin Boyd | 10 | 1  | 0  | 1   | -6  | 2   |  |    |   |   |     |     |     |
| Brendon Nash | 23 | 2  | 0  | 2   | -1  | 0   |  |    |   |   |     |     |     |
| Ryan O'Byrne‡ | 3  | 0  | 0  | 0   | 0   | 4   |  |    |   |   |     |     |     |
| Aaron Palushaj | 3  | 0  | 0  | 0   | 1   | 4   |  |    |   |   |     |     |     |
| Andreas Engqvist | 3  | 0  | 0  | 0   | 0   | 0   |  |    |   |   |     |     |     |
| Nigel Dawes† | 4  | 0  | 0  | 0   | 0   | 0   |  |    |   |   |     |     |     |
| Brent Sopel† | 12 | 0  | 0  | 0   | -1  | 0   |  | 7  | 1 | 0 | 1   | -2  | 2   |

†Joueur ayant été dans une autre équipe, les statistiques sont celles avec les Canadiens seulement.
‡Joueur échangé par les Canadiens durant la saison.